# Drassodes neglectus
Drassodes neglectus är en spindelart som först beskrevs av Eugen von Keyserling 1887.  Drassodes neglectus ingår i släktet Drassodes och familjen plattbuksspindlar. Inga underarter finns listade i Catalogue of Life.